# Tonton David

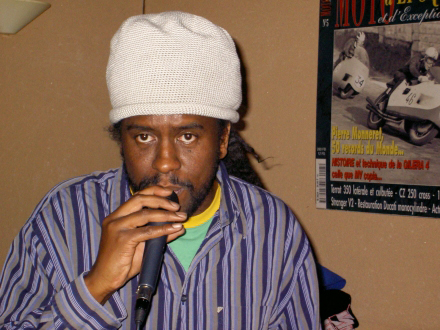
Tonton David (2006)

Tonton David (* 12. Oktober 1967 in Réunion; † 16. Februar 2021 in Nancy; mit bürgerlichem Namen David Grammont) war ein französischer Musiker und Reggae-Künstler.

## Leben
David immigrierte im Alter von neun Jahren zusammen mit seiner Familie über Gambia und den Senegal nach Paris, wo er im 15. Arrondissement aufwuchs. Im Alter von 15 Jahren verließ er seine Familie und schlug sich alleine durch, indem er Reggae und Soul spielte und mit Freunden auftrat. Er lebte und spielte einige Zeit in Großbritannien, wo er sich 1987 dem Milieu der Rastafari anschloss.
Tonton David galt als Pionier des französischen Reggae und einer der Wegbereiter des Raggamuffin. Er startete in verschiedenen Soundsystemen, ehe er 1990 durch die französische Fernsehdokumentation FUCK entdeckt und wenig später von Virgin Records unter Vertrag genommen wurde. 
In seinen sozialkritischen Texten thematisierte er unter anderem seine Jugend, erzählte von Drogen, Kriminalität und Arbeitslosigkeit und prangerte Rassismus und andere Missstände an. Zu seinen bekanntesten Liedern zählt Il marche seul („Er geht allein[e]“) aus dem Jahr 1994, das von einem Pariser Obdachlosen handelt.
2003 war er auf dem 15. Africa Festival in Würzburg erstmals in Deutschland live zu sehen.
Er starb am 16. Februar 2021 in Nancy im Krankenhaus, nachdem er am Bahnhof Metz einen Schlaganfall erlitten hatte.

## Diskografie

### Alben
| Jahr | Titel             | Höchstplatzierung, Gesamtwochen, AuszeichnungChartsChartplatzierungen (Jahr, Titel, Platzierungen, Wochen, Auszeichnungen, Anmerkungen) | Anmerkungen |
| Jahr | Titel             | FR | Anmerkungen |
| ---- | ----------------- | --- | ----------- |
| 1999 | Faut qu’ça arrête | FR70 (1 Wo.)FR |             |

Weitere Alben
- 1991: Le blues de la Racaille (FR: Gold)
- 1994: Allez Leur Dire (FR: Gold)
- 1995: Récidiviste
- 2002: Best of
- 2005: Babelou, la gagne
- 2006: Livret de famille
- 2006: Il marche seul
- 2009: Ma gouille

### Singles
| Jahr | Titel Album                             | Höchstplatzierung, Gesamtwochen, AuszeichnungChartsChartplatzierungen (Jahr, Titel, Album, Platzierungen, Wochen, Auszeichnungen, Anmerkungen) | Anmerkungen   |
| Jahr | Titel Album                             | FR | Anmerkungen   |
| ---- | --------------------------------------- | --- | ------------- |
| 1991 | Peuple du monde Le blues de la Racaille | FR32 (11 Wo.)FR |               |
| 1994 | Sûr et Certain Allez Leur Dire          | FR9 Gold · (27 Wo.)FR |               |
| 1994 | Ma Number One Allez Leur Dire           | FR17 (12 Wo.)FR |               |
| 1995 | Il marche seul Allez Leur Dire          | FR29 (9 Wo.)FR |               |
| 1996 | Fugitif Recidiviste                     | FR30 (14 Wo.)FR | mit Cheb Mami |

Weitere Singles
- 1994: Chacun sa route (mit K.O.D.)

### Gastbeiträge
| Jahr | Titel Album             | Höchstplatzierung, Gesamtwochen, AuszeichnungChartsChartplatzierungen (Jahr, Titel, Album, Platzierungen, Wochen, Auszeichnungen, Anmerkungen) | Anmerkungen                    |
| Jahr | Titel Album             | FR | Anmerkungen                    |
| ---- | ----------------------- | --- | ------------------------------ |
| 2005 | La gagne La Vie De Rêve | FR40 (12 Wo.)FR | Intouchable feat. Tonton David |